# Gael nyelvek
A gael nyelvek (avagy goidel kelta nyelvek, q-kelta nyelvek) csoportja az úgynevezett szigeti kelta nyelvek két fő csoportjának egyike (a másik a brit). 

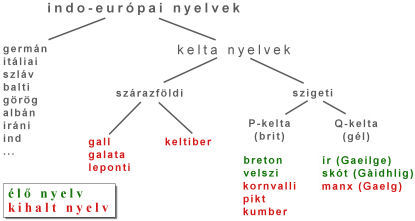
Gael családfa

Három gael nyelvet ismerünk: az írt, a skót gaelt és a manxot, mindhárom a középír leszármazottja. Különös hajtása a gael nyelveknek az óírből kölcsönzött szókinccsel angol nyelvtani alapokon született shelta nyelv, az írországi travellerek vándornépének nyelve, amely jóllehet eredetében ír, annyit vett át egyéb indoeurópai nyelvektől, hogy a karaktere mára nagyon kevéssé hasonlít a többi gael nyelvéhez.
A gael nyelveket q-kelta néven is ismerik, mivel sokáig megőrizték az indoeurópai zöngés labiovelárisból alakult proto-kelta *kw hangot (ami később delabializálódott, és k torokhanggá alakult) a brit ággal szemben, amelyben teljes labializálódás útján p-vé alakult ez a hang. Ez utóbbi hangváltozás a gall nyelvben is megtalálható, ezért az utóbbi két ágat együtt p-kelta nyelvekként is szokás kategorizálni. (A keltibér nyelvben szintén megmaradt a *kw, ezért a q-kelta csoportba ők is besorolhatók, bár a keltiber nem gael nyelv.) Az alábbi táblázatban zölddel emeltük ki a q-kelta nyelvekből vett példákat a p-kelta nyelvekkel és a proto-keltával összehasonlítva.
| proto-kelta | gall      | walesi | breton | ír             | skót gael | manx  | jelentése |
| ----------- | --------- | ------ | ------ | -------------- | --------- | ----- | --------- |
| *kwennos    | pennos    | penn   | penn   | ceann          | ceann     | kione | „fej”     |
| *kwetwar-   | petuarios | pedwar | pevar  | ceathair       | ceithir   | kiare | „négy”    |
| *kwenkwe    | pinpetos  | pump   | pemp   | cúig           | còig      | queig | „öt”      |
| *kweis      |           | pwy    | piv    | cé (older cia) | cò/cia    | quoi  | „ki?”     |

## Elnevezési bonyodalmak
Az ír és a Man szigeti nyelveket gyakran „ír gael”-nek és „manx gael”-nek is nevezik, de a gael kitétel ezek esetében szükségtelen. Más a helyzet a skót gael nyelvvel, hiszen ha valaki önmagában csak skót nyelvről beszél – nem fűzve hozzá a gaelt –, az a germán nyelvek közé tartozó angol skóciai dialektusát jelenti.
Az önmagában álló gael (ejtsd: ~ gwél) leggyakrabban csak a skót gaelre utal. A gael és gaelic kifejezéseket általában a skót gael nyelvűek használják magukra és a nyelvükre, amikor angolul beszélnek. Az írek viszont egyszerűen az angol Irish szóval jelölik az ír nyelvet, és nyelvpolitikai és nemzeti identitási okokból Írországban sokakat kifejezetten sért a gael szó használata. A skót gael nyelvűek ugyanakkor általában azt tartják sértőnek, ha a régies erse („ír”) megnevezést használják a nyelvükre. Ezt az angolok a 15. századtól használták a skót gael nyelvre, amit addig scottish („skót”) néven emlegettek.
A gael szó 1810-től terjedt el az angol nyelvben, a skót gaelek önmagukra használt gaidheal szava angolosított alakjaként. (Vesd össze: skót gael gàidhlig = „gael nyelv”; ír gaedhealg = „ír nyelvű ember” és gaeilge = „ír nyelv”; man-szigeti gaelg = „manx nyelv”.) A szónak az óír Goídeleg népnév a gyökere, amely pedig a "kalóz, támadó" jelentésű ówalesi goídel szóból ered. Ez utóbbi szó szolgált alapul a goidel kelta nyelvek tudományos elnevezésnek is.
Az ókori Írország lakói törzsi, illetve klánhovatartozásuktól függően sok egyéb néven is nevezték magukat. A legjelentősebb csoportjuk neve az óír Scot lehetett (mai skót gael: Sgaothaich), ami a latinba Scotus alakban került át. A Scotus/Scottus és Scotia tehát sokáig Írország lakóira vonatkozott az ó- és középkor latin nyelvű irodalmában, és csak az ókori írek egy részének 5. századi bevándorlása óta kapcsolódik az elnevezés a Brit-sziget északi részéhez is. A 15. század óta a „skót nyelv” (mai angol: scots) a skóciai angolt, az angol skót dialektusát, a „skót nép” pedig Skócia lakóit jelenti.

## Családfa
A gael nyelvek családfája:
- gael nyelvek (goidel vagy „q-kelta”) 
  - előír 
    - óír 
      - középír 
        - ír gael
        - skót gael
        - manx

## Lásd még
- Gaelek